# Deutsche Hochschule der Polizei

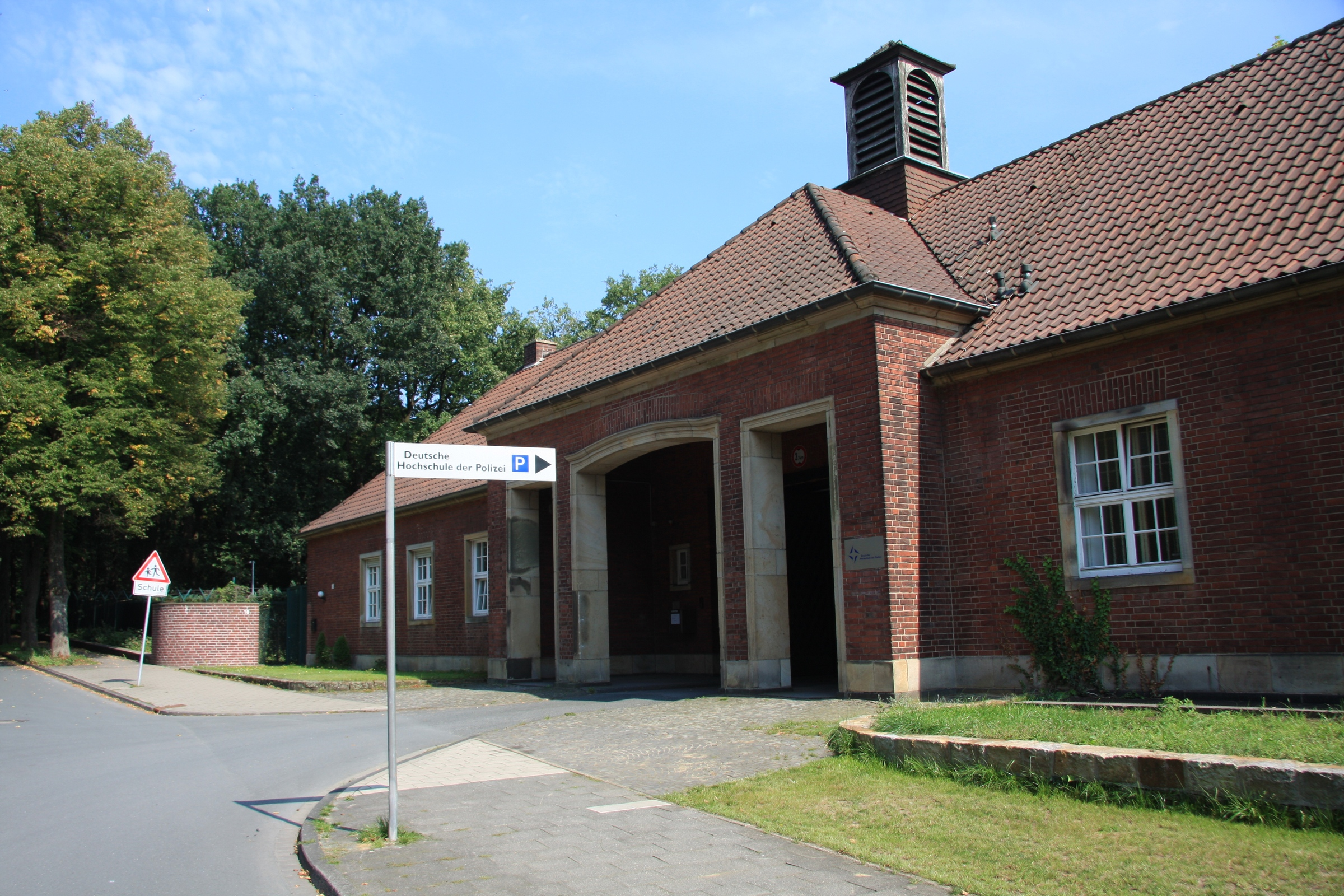
Das Portal der DHPol

Die Deutsche Hochschule der Polizei (DHPol, früher: Polizei-Führungsakademie) mit Sitz in Münster-Hiltrup ist die einzige Universität der Polizeien des Bundes und der Länder. Sie hat Promotionsrecht.

## Geschichte
Die Deutsche Hochschule der Polizei ist aus der Polizei-Führungsakademie hervorgegangen.
Nach dem Zweiten Weltkrieg wurde in Münster-Hiltrup die Zentral-Polizeischule für die britische Zone gegründet. Am 5. September 1945 fand im Beisein von Vertretern der alliierten Militärregierung die offizielle Eröffnung der Polizeischule im ehemaligen Kriegsgefangenenlager Haus Spital statt. Ab 1949 hieß sie Polizei-Institut Hiltrup, von 1973 bis 2005 Polizei-Führungsakademie.
Am 27. Januar 2005 verabschiedete der nordrhein-westfälische Landtag das Gesetz über die Deutsche Hochschule der Polizei (DHPolG), das am 15. Februar 2005 in Kraft trat. Die Gründungsphase begann am 1. März 2006 und endete am 23. Oktober 2008. Träger der Hochschule sind die Innenministerien und -senate der Länder und des Bundes auf der Grundlage des Abkommens über die Deutsche Hochschule der Polizei von 1973 (mit späteren Änderungen, zuletzt 2006). Im Jahr 2013 erfolgte die institutionelle Akkreditierung durch den Wissenschaftsrat. Am 15. Dezember 2016 wurde die DHPol durch den einstimmigen Beschluss des Landtags ins nordrhein-westfälische Hochschulgesetz aufgenommen. Seit dem 10. Juli 2017 ist die DHPol Vollmitglied der Landesrektorenkonferenz der Universitäten in NRW.
Mit einer Änderung ihrer Grundordnung vom 11. Dezember 2024 hat die DHPol sich den Untertitel „Universität der Polizeien des Bundes und der Länder“ gegeben.

## Struktur
Die Deutsche Hochschule der Polizei gliedert sich in drei Departments, denen die 17 Fachgebiete und eine Fachstelle zugeordnet sind. Zehn der Fachgebiete werden von Professoren geleitet (z. B. Andrea Fischbach, Markus Thiel, Rolf Ritsert, Antonio Vera), ehemals bzw. beurlaubt oder als Gastprofessorinnen und -professoren tätig waren Thomas Görgen, Jens Kersten, Dieter Kugelmann und Anja Schiemann. Die übrigen sechs Fachgebiete leiten Polizeibeamte, die für die Dauer ihrer Tätigkeit an der DHPol von den Länderpolizeien, der Bundespolizei oder dem Bundeskriminalamt an die Hochschule abgeordnet werden. Neben den Fachgebieten, die die Lehre im Masterstudiengang, die Forschung und Fortbildung verantworten, umfasst die DHPol die Hochschulleitung, Stabsstellen und die Hochschulverwaltung. Daneben arbeitet das PTI - Polizeitechnische Institut - unter der Leitung eines Universitätsprofessors.

## Studium
Die Deutsche Hochschule der Polizei bietet zwei Masterstudiengänge an: Den Masterstudiengang „Öffentliche Verwaltung – Polizeimanagement“ und ab April 2024 den berufsbegleitenden Masterstudiengang „Public Governance and Democratic Resilience“.
Der zweijährige Masterstudiengang  „Öffentliche Verwaltung – Polizeimanagement“ ist interdisziplinär angelegt und bereitet die Studierenden auf Tätigkeiten im höheren Polizeidienst vor. Er richtet sich an Angehörige der Polizeien des Bundes und der Länder, die in den höheren Polizeidienst aufsteigen möchten. Zulassungsvoraussetzung für ein Studium ist eine Einstellung bei einer der Polizeibehörden der Länder oder des Bundes, ein abgeschlossenes Hochschulstudium von mindestens sechs Semestern Dauer (Bachelor-Grad oder Diplom-Verwaltungswirt (FHöV)) oder der Aufstieg aus dem gehobenen Polizeidienst. Gemäß § 29 des Gesetzes über die Deutsche Hochschule der Polizei (DHPolG) erfolgt die Auswahl der Studierenden durch den Bund und die Länder im Benehmen mit der Deutschen Hochschule der Polizei. Eine direkte Einschreibung in diesen Masterstudiengang der DHPol ist nicht möglich.
Das Masterstudium dauert zwei Jahre. Das erste Studienjahr wird nach einer einmonatigen Studieneingangsphase an der DHPol bei den Hochschulen bzw. Akademien der Länder bzw. an der Hochschule des Bundes für öffentliche Verwaltung für die Bundesbeamten durchgeführt. Das zweite Jahr verbringen alle Studierenden an der Hochschule der Polizei in Münster.
Der akademische Hochschulgrad nach erfolgreich absolviertem Studium ist ein Master of Arts (MA).
Der Master „Public Governance and Democratic Resilience“ ist ein berufsbegleitender zweijähriger Weiterbildungsstudiengang. Das interdisziplinäre Studium richtet sich an Fach- und Führungskräfte aller Behörden und Organisationen mit Sicherheitsaufgaben sowie kommunaler Behörden. Der Masterstudiengang soll die Absolventinnen und Absolventen dafür qualifizieren, in ihren Organisationen auf aktuelle gesellschaftspolitische Entwicklungen reagieren zu können und deren demokratische Resilienz zu erhöhen. Der Studiengang startet jeweils zum 15. April jeden Jahres, erstmals im April 2024.
Der akademische Hochschulgrad nach erfolgreich absolviertem Studium ist ein Master of Arts (M. A.).

## Promotion
Die DHPol hat das Promotionsrecht und verleiht auf der Grundlage der Promotionsordnung folgende akademische Grade
- Doktor/in der Rechtswissenschaften (Dr. iur.),
- Doktor/in der Philosophie (Dr. phil.),
- Doktor/in der Staats- und Wirtschaftswissenschaften (Dr. rer. pol.) und
- Doktor/in der Verwaltungswissenschaften (Dr. rer. publ.)